# Хирургические иглы
Хирургические иглы классифицируют на сшивающие для соединения биологических тканей (англ. surgical needle), биопсийные, пункционные и лигатурные.
- Сшивающие бывают колющими, режущими, колюще-режущими, шпателевидными, ромбовидными и др. Часто применяются с иглодержателем Матье или Хегара.
- Лигатурные иглы имеют специальную конструкцию с ушком на окончании иглы и ручкой. Предназначаются для проведения нити в труднодоступных местах. Наиболее распространённые лигатурные иглы — Ревердена и Дешана.

Хирургическая игла имеет специальное ушко, куда продеваются нити шовного материала.
Также в медицинской практике используется атравматический шовный материал, представляющий собой иглу с хирургической шовной нитью, которая впрессована или каким-либо другим образом закреплена в игле. При этом диаметр иглы максимально соответствует диаметру нити, то есть исключается излишний травматизм тканей, как это бывает при прохождении обычной иглы с нитью.

## Классификация хирургических игл
Хирургические иглы по форме делятся на:
- колющие;
- режущие;
- колюще-режущие (таперкат);
- ланцетовидные;
- тупоконечные.

Колющая игла: цилиндрическая форма в поперечном сечении и коническая заточка конца иглы. Используют преимущественно при работе с внутренними органами. Эти иглы стандартно применяют для наложения анастомозов, при соединении мягких однородных тканей (мышц, фасций, слизистых оболочек и т. п.)
Режущая игла: трёхгранная форма в поперечном сечении и в зависимости от направления одной из граней кверху или книзу называется прямой и обратной соответственно. Применяется для сшивания плотных тканей, кожи.
Таперкат: комбинация колющей и режущей иглы; колющая игла с заточкой, как у режущей. Для твёрдых тканей (апоневроз, сосуд с кальцификатами и т. п.)
Ланцетовидная игла: уплощенная (трапециевидная) игла с обоюдоострыми краями. Имеет лучшую проникающую способность между тонкими слоями ткани, не повреждая их. Используется в офтальмологии, микрохирургии
Тупоконечная игла: круглая игла с тупым концом (применяется исключительно для ушивания паренхиматозных органов, шейки матки, печени и др.)
Наиболее часто используются первые три вида.
Хирургические иглы по степени изогнутости делятся на:
- прямые;
- изогнутые.

Степень изогнутости иглы определяется в долях окружности (пропорционально 1/8). Наиболее часто используются иглы на 1/2 и на 3/8.